# Kicking Out the Footlights...Again
Albums de George Jones et Merle Haggard
God's Country: George Jones and Friends
(2006) Burn Your Playhouse Down - The Unreleased Duets
(2008)
Kicking Out the Footlights...Again est un album des artistes américains de musique country George Jones et Merle Haggard. Cet album est sorti le 24 octobre 2006 sur le label Bandit Records.

## Liste des pistes
| No  | Titre                                 | Auteur                                  | Durée |
| --- | ------------------------------------- | --------------------------------------- | ----- |
| 1.  | Footlights                            | Haggard                                 | 3:39  |
| 2.  | The Race Is On                        | Don Rollings                            | 2:11  |
| 3.  | The Way I Am                          | Sonny Throckmorton                      | 3:05  |
| 4.  | She Thinks I Still Care               | Dickey Lee                              | 2:38  |
| 5.  | All My Friends Are Strangers          | Liz Anderson                            | 2:36  |
| 6.  | Things Have Gone to Pieces            | Leon Payne                              | 3:01  |
| 7.  | I Think I'll Just Stay Here and Drink | Haggard                                 | 4:33  |
| 8.  | Born with the Blues                   | Haggard                                 | 4:46  |
| 9.  | Sick, Sober and Sorry                 | Tex Atchison, Eddie Hazelwood           | 3:05  |
| 10. | I Always Get Lucky with You           | Gary Church, Freddy Powers, Tex Whitson | 3:21  |
| 11. | Sing Me Back Home                     | Haggard, Buck Owens                     | 2:58  |
| 12. | The Window Up Above                   | George Jones                            | 2:38  |
| 13. | You Take Me for Granted               | Leona Williams                          | 2:48  |
| 14. | Don't Get Around Much Anymore         | Sidney Keith, Edward Kennedy            | 3:00  |

## Personnel
- Eddie Bayers – Batterie
- Lou Bradley – Producteur, Ingénieur du son
- Jason Campbell – Coordination de la production
- Michael Campbell – Chef de projets
- Doug Colosio – Piano
- Hargus "Pig" Robbins – Piano
- Nathan Dickinson – Assistant ingénieur du son
- Stuart Duncan – Fiddle, Mandoline
- Larry Frankin – Fiddle
- Paul Franklin – Steel guitar
- David Gulliver – Assistant ingénieur du son
- Merle Haggard – Guitare, Producteur
- Norm Hamlet – Pedal steel guitar
- Nancy Jones – Photographie
- Jerry Jordan – Photographie
- Scott Joss – Guitare
- John Kelton – Ingénieur du son, Mixage
- Matt Lumpkin – Photographie
- Liana Manis – Chœurs
- Brent Mason – Guitare électrique, guitare acoustique
- Susan Nadler – Producteur exécutif
- Matt Rovey – Ingénieur du son, Assistant ingénieur du son
- John Wesley Ryles – Chœurs
- Evelyn Shriver – Producteur exécutif
- Marty Slayton – Chœurs
- Keith Stegall – Producteur
- Norman Stevens – Guitare
- Todd Tilwell – Assistant ingénieur du son
- Rhonda Vincent – Chœurs
- Bruce Watkins – Guitare acoustique
- Hank Williams – Mastering
- Kevin Williams – Guitare basse
- Glenn Worf – Guitare basse

## Positions dans les charts

### Album
| Chart (2006)                      | Positions |
| --------------------------------- | --------- |
| U.S. Billboard Top Country Albums | 25        |
| U.S. Billboard 200                | 119       |
| U.S. Billboard Independent Albums | 7         |